# Piopio de Nouvelle-Zélande
Pour les articles homonymes, voir Piopio.
Turnagra capensis
Espèce
Statut de conservation UICN

 EX  : Éteint
Le Piopio de Nouvelle-Zélande (Turnagra capensis) est une espèce de passereau aujourd'hui disparue autrefois abondante dans l'île du Sud de la Nouvelle-Zélande. Sa disparition fait suite à l'introduction de rats et sa dernière observation date de 1963. Elle a longtemps été considérée comme conspécifique avec la forme de l'île du Nord (Turnagra tanagra), aujourd'hui on pense qu'il s'agit de deux espèces séparées.

## Systématique
Le placement systématique de cette espèce a longtemps été disputé. Elle a souvent été placée dans sa propre famille Turnagridae. Christidis & Boles (2008) la placent dans la famille des Ptilonorhynchidae, mais cette taxinomie est toujours discutée.
La classification de l'espèce est établie par Johansson et al. (2011) qui montrent, grâce à des analyses génétiques, qu'elle appartient au clade des Oriolidae. Ce changement est répercuté dans la classification de référence version 2.10 (2011) du Congrès ornithologique international.